# Stazione di Paganica
Stazione di Paganica vasútállomás Olaszországban, L’Aquila településen.

## Vasútvonalak
Az állomást az alábbi vasútvonalak érintik:
- Terni–Sulmona-vasútvonal

## Kapcsolódó állomások
A vasútállomáshoz az alábbi állomások vannak a legközelebb:
- Stazione di San Demetrio de' Vestini
- Stazione dell'Aquila ( – 2017. december 10., Terni–Sulmona-vasútvonal)
- Stazione di L'Aquila San Gregorio
- Bazzano railway halt (2017. december 10. – , Terni–Sulmona-vasútvonal)